# 13 могил
«13 могил» (англ. 13 Graves) — американський драматичний фільм 2006 року.

## Сюжет
Колишній мисливець за скарбами намагається знайти свого зниклого брата і заодно поховане золото інків.

## У ролях
- Рошелль Ейтс — Карен
- Язмілі Беато — Глорія
- Дін Чеквала — Томас
- Клер Коффі — Джилліан Беккер
- Калена Коулмен — портьє
- Ентоні «Тріч» Крісс — Інглвуд Джейк
- Роксанна Дей — Джулі
- Девід ДіСальвіо — Заппа
- Омар Дж. Дорсі — Карл Браун
- Біллі Драго — Ред Майнес
- Гільєрмо Діас — Менні Родрігес
- Роберт Форстер — Том Ферріс
- Люк Госс — Антон
- Бен Хаусбах — свідок
- Удо Кір — Дебро
- Меттью Ліллард — Метью Маккуїн
- Хорхе Ноа — фермер
- Макс Перліх — Рассел
- Норман Рідус — Норман
- Крістофер Рівера — водій
- Ерік Стоунстріт — Ендрю Шох
- Так Воткінс — Лоренс
- Кетрін Віннік — Емі
- Скотт Вільям Вінтерс — Гері Доміно